# Campeonato Sergipano de Futebol de 2025 - Série A2
O Campeonato Sergipano de 2025 - Série A2 será a 45ª edição desta competição futebolística organizada pela Federação Sergipana de Futebol (FSF). Os finalistas garantirão acesso à primeira divisão. Será disputada por dez clubes, incluindo os rebaixados da Série A1 2024, Atlético Gloriense e Olímpico, os demais clubes são remanescentes da temporada passada. O calendário divulgado já traz especificado as datas dos períodos dos eventos da FSF. A medida foi adotada para que os clubes profissionais possam se programar para as competições que ocorrerão ao longo do ano incluindo a Série A2.

## Regulamento
A competição será disputada em fase única contendo 10 clubes participantes, formando um grupo e irão se enfrentar em um único turno totalizando 9 jogos. O primeiro e o segundo colocado se classifica para o Série A1 de 2026, os dois últimos colocados serão rebaixados para a Série A3 de 2026.
O campeão irá embolsar R$ 40 mil reais e o acesso a Série A1 de 2026, o vice-campeão irá embolsar R$20 mil reais e o acesso a segunda vaga a Série A1 de 2026, os dois ultimos serão rebaixados a Série A3 de 2026.
Em caso de empate entre duas ou mais equipes, serão adotados estes critérios de desempate:
1. Maior número de vitórias;
2. Maior saldo de gols;
3. Maior número de gols marcados;
4. Confronto direto;
5. Menor número de cartões vermelhos recebidos;
6. Menor número de cartões amarelos recebidos;
7. Sorteio.

## Equipes participantes

### Promovidos e rebaixados
| Pos. | Rebaixados da Série A1 de 2024 |
| ---- | ------------------------------ |
| 9º   | Olímpico                       |
| 10º  | Atlético Gloriense             |

### Informações das equipes
| Baixa | Equipes rebaixadas da Série A1 de 2024 |

## Primeira fase
| Pos | Equipe               | Pts | J | V | E | D | GP | GC | SG | Classificação ou descenso     |  | AME | ADA | ATG | BOC | CAN | FLA | FPL | IND | OLÍ | RCE |
| --- | -------------------- | --- | - | - | - | - | -- | -- | -- | ----------------------------- |  | --- | --- | --- | --- | --- | --- | --- | --- | --- | --- |
| 1   | América de Pedrinhas | 0   | 0 | 0 | 0 | 0 | 0  | 0  | 0  | Promovidos a Série A1 2026    |  | —   |     |     |     |     |     |     |     |     |     |
| 2   | Desportiva Aracaju   | 0   | 0 | 0 | 0 | 0 | 0  | 0  | 0  | Promovidos a Série A1 2026    |  |     | —   |     |     | R–1 |     |     |     |     |     |
| 3   | Atlético Gloriense   | 0   | 0 | 0 | 0 | 0 | 0  | 0  | 0  | Permanecem na Série A2 2026   |  |     |     | —   |     |     |     |     |     |     |     |
| 4   | Boca Júnior          | 0   | 0 | 0 | 0 | 0 | 0  | 0  | 0  | Permanecem na Série A2 2026   |  |     |     |     | —   |     |     |     |     |     |     |
| 5   | Canindé              | 0   | 0 | 0 | 0 | 0 | 0  | 0  | 0  | Permanecem na Série A2 2026   |  |     |     |     |     | —   |     |     |     |     |     |
| 6   | Flamengo             | 0   | 0 | 0 | 0 | 0 | 0  | 0  | 0  | Permanecem na Série A2 2026   |  |     |     |     | R–1 |     | —   |     |     |     |     |
| 7   | Freipaulistano       | 0   | 0 | 0 | 0 | 0 | 0  | 0  | 0  | Permanecem na Série A2 2026   |  |     |     | R–1 |     |     |     | —   |     |     |     |
| 8   | Independente-SE      | 0   | 0 | 0 | 0 | 0 | 0  | 0  | 0  | Permanecem na Série A2 2026   |  |     |     |     |     |     |     |     | —   | R–1 |     |
| 9   | Olímpico             | 0   | 0 | 0 | 0 | 0 | 0  | 0  | 0  | Rebaixados para Série A3 2026 |  |     |     |     |     |     |     |     |     | —   |     |
| 10  | Rosário Central      | 0   | 0 | 0 | 0 | 0 | 0  | 0  | 0  | Rebaixados para Série A3 2026 |  | R–1 |     |     |     |     |     |     |     |     | —   |

### Confrontos
Primeira rodada
| 13 ou 14 de setembro | Flamengo | – | Boca Júnior | A definir                            |  |
| 15:15 (UTC−3)        |          |   |             | Estádio: A definir Público: pagantes |  |

| 13 ou 14 de setembro | Independente-SE | – | Olímpico | A definir                            |  |
| 15:15 (UTC−3)        |                 |   |          | Estádio: A definir Público: pagantes |  |

| 13 ou 14 de setembro | Desportiva Aracaju | – | Canindé | Aracaju                              |  |
| 15:15 (UTC−3)        |                    |   |         | Estádio: A definir Público: pagantes |  |

| 13 ou 14 de setembro | Rosário Central | – | América de Pedrinhas | A definir                            |  |
| 15:15 (UTC−3)        |                 |   |                      | Estádio: A definir Público: pagantes |  |

| 13 ou 14 de setembro | Freipaulistano | – | Atlético Gloriense | A definir                            |  |
| 15:15 (UTC−3)        |                |   |                    | Estádio: A definir Público: pagantes |  |